# Маршалл (округ, Индиана)
Ма́ршалл (англ. Marshall County) — округ в США, штате Индиана. Официально образован в 1836 году. По состоянию на 2010 год, численность населения составляла 47 051 человек. Получил своё название в честь американского политического деятеля Джона Маршалла.

## География
По данным Бюро переписи США, общая площадь округа равняется 1 165 км², из которых 1 149 км² суша и 16 км² или 1,36 % это водоёмы.

## Население
По данным переписи населения 2000 года в округе проживает 45 128 жителей в составе 16 519 домашних хозяйств и 12 191 семей. Плотность населения составляет 39,00 человек на км2. На территории округа насчитывается 18 099 жилых строений, при плотности застройки около 16-ти строений на км2. Расовый состав населения: белые — 95,53 %, афроамериканцы — 0,30 %, коренные американцы (индейцы) — 0,30 %, азиаты — 0,31 %, гавайцы — 0,02 %, представители других рас — 2,54 %, представители двух или более рас — 1,01 %. Испаноязычные составляли 5,90 % населения независимо от расы.
В составе 35,80 % из общего числа домашних хозяйств проживают дети в возрасте до 18 лет, 61,30 % домохозяйств представляют собой супружеские пары проживающие вместе, 8,30 % домохозяйств представляют собой одиноких женщин без супруга, 26,20 % домохозяйств не имеют отношения к семьям, 22,30 % домохозяйств состоят из одного человека, 10,00 % домохозяйств состоят из престарелых (65 лет и старше), проживающих в одиночестве. Средний размер домохозяйства составляет 2,69 человека, и средний размер семьи 3,15 человека.
Возрастной состав округа: 28,10 % моложе 18 лет, 8,70 % от 18 до 24, 28,00 % от 25 до 44, 22,00 % от 45 до 64 и 22,00 % от 65 и старше. Средний возраст жителя округа 36 лет. На каждые 100 женщин приходится 98,70 мужчин. На каждые 100 женщин старше 18 лет приходится 94,90 мужчин.
Средний доход на домохозяйство в округе составлял 42 581 $, на семью — 48 527 $. Среднестатистический заработок мужчины был 33 999 $ против 22 482 $ для женщины. Доход на душу населения составлял 18 427 $. Около 4,80 % семей и 6,80 % общего населения находились ниже черты бедности, в том числе — 7,30 % молодежи (тех, кому ещё не исполнилось 18 лет) и 6,60 % тех, кому было уже больше 65 лет.